# دافيد تشيبرفيلد
السير دافيد تشيبرفيلد CBE RA RDI RIBA (من مواليد 18 ديسمبر 1953) مهندس معماري إنجليزي.

## معرض صور

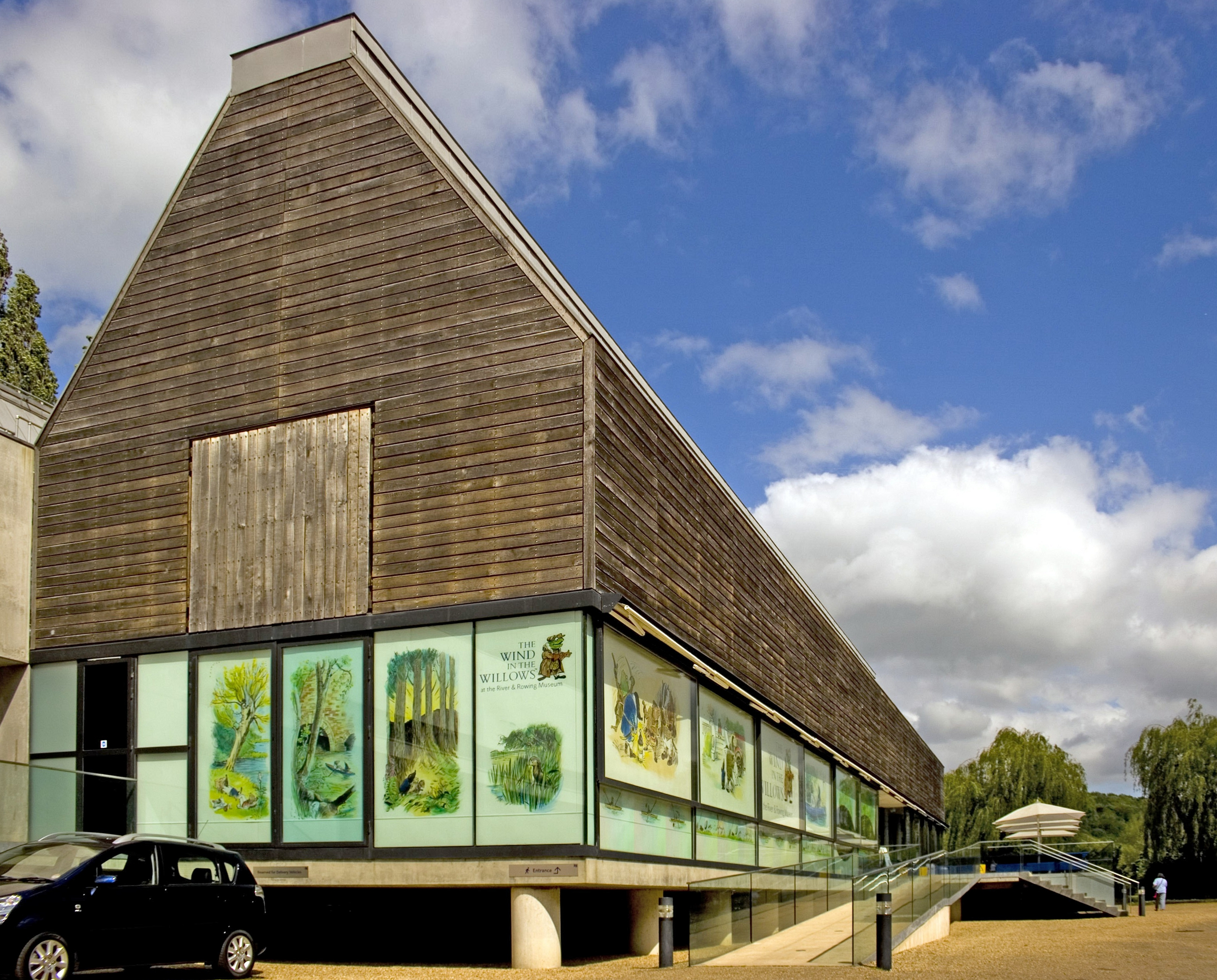
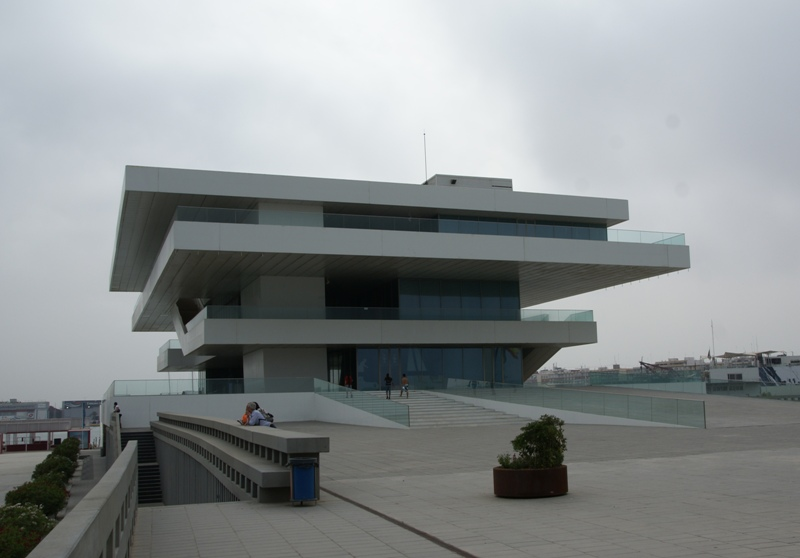
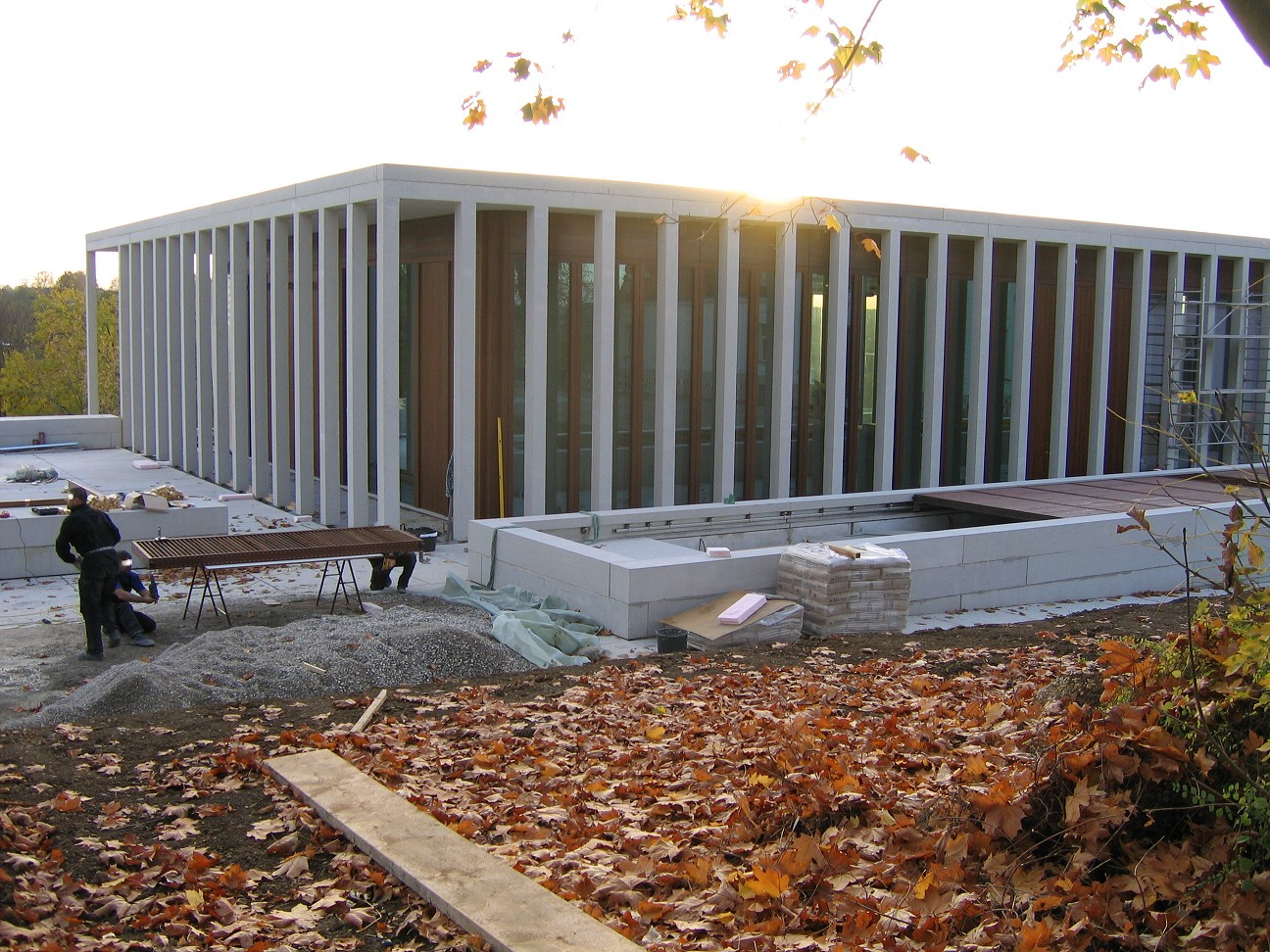
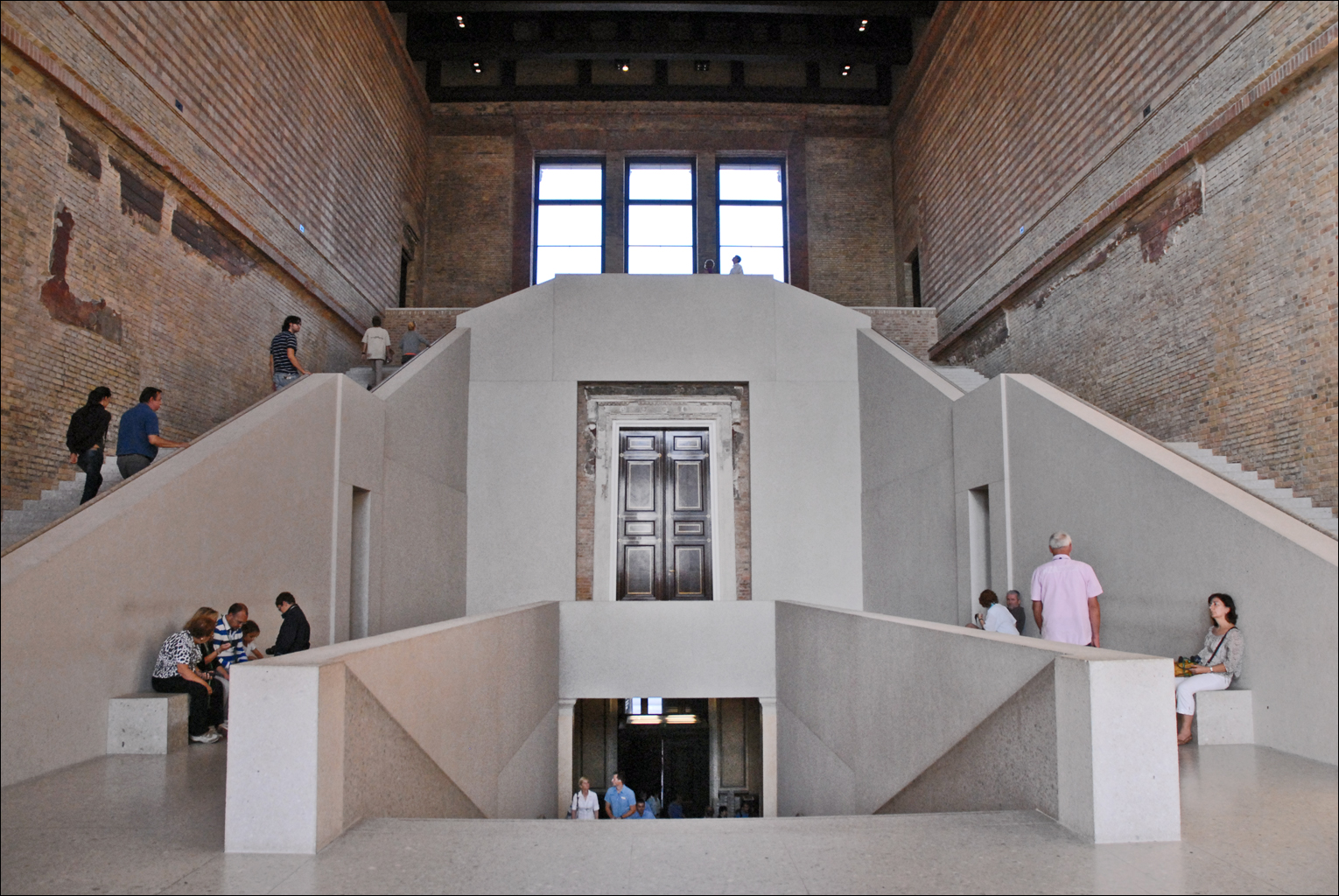

## روابط خارجية
- دافيد تشيبرفيلد على موقع الموسوعة البريطانية (الإنجليزية)
- دافيد تشيبرفيلد على موقع مونزينجر (الألمانية)